# Желтохвостая серпоклювая райская птица
Желтохвостая серпоклювая райская птица (лат. Drepanornis albertisi) — вид воробьинообразных птиц из семейства райских птиц (Paradisaeidae). Выделяют три подвида. Видовое название дано в честь итальянского естествоиспытателя Луиджи Марии Д'Альбертис (1841—1901).

## Описание
Размер туловища может достигать 35 см. Самец имеет серую полоску кожи вокруг глаз, жёлто-коричневый хвост, тёмно-коричневую радужную оболочку, жёлтый рот и чёрный серповидный клюв. Вокруг шеи имеется венчик из ярко окрашенных перьев. Самка мельче, коричневого цвета с пёстрым брюшком.

## Ареал
Данный вид обитает в горных лесах Новой Гвинеи.

## Образ жизни
Рацион состоит в основном из фруктов и членистоногих. Самка откладывает одно или два яйца кремового цвета с коричневыми и серыми пятнами.

## Охранный статус
Вид включён в Международную Красную книгу, однако статус оценивается как находящийся под наименьшей угрозой.